# Klawiatura mechaniczna

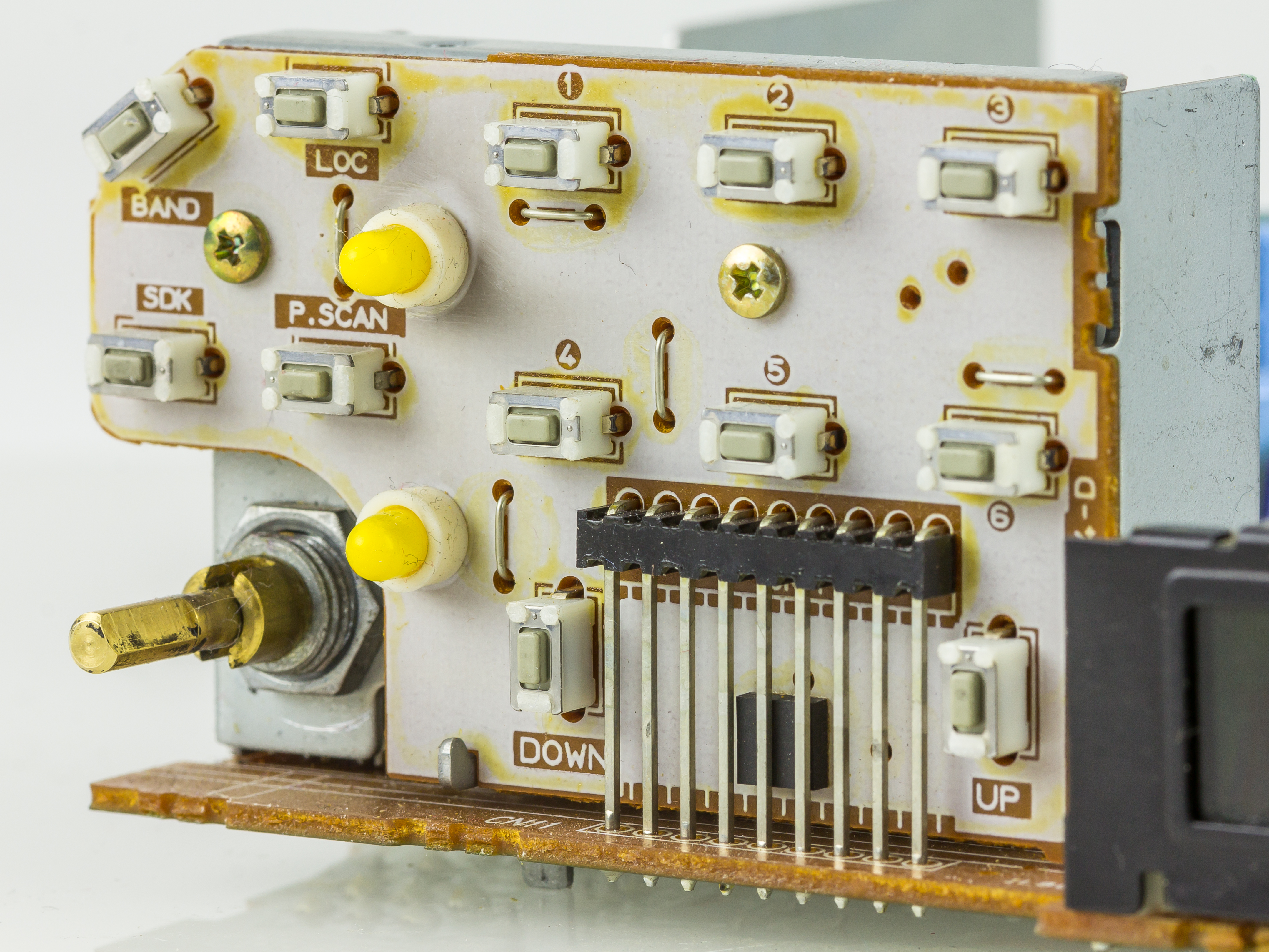
Płytka z microswitchami klawiatury radioodbiornika Pioneer KE-2090SDK

Klawiatura mechaniczna (klawiatura microswitch, STK) – rodzaj klawiatury stykowej, w której styk elektryczny następuje w mikroprzełącznikach, które są zazwyczaj przylutowane do płytki drukowanej. Nad przełącznikiem znajduje się główka klawisza lub folia elastyczna.
W klawiaturach stosuje się przełączniki krótkiego skoku oznaczane jako STK, dlatego klawiatury te zwane są też klawiaturami STK.
Klawiatury, w których elementem przełączającym są mikrowyłączniki, stosowane są też w sprzęcie komputerowym i określane są jako mechaniczne. W klawiaturach tych stosuje się przełączniki o specjalnej konstrukcji.